# 黃尾刺蓋魚
黃尾刺蓋魚，為輻鰭魚綱鱸形目鱸亞目蓋刺魚科的其中一個種。

## 分布
本魚分布於西印度洋區，包括葛摩、東非、馬達加斯加、紅海、南非、塞席爾群島、斯里蘭卡、葉門等海域。

## 深度
水深3至30公尺。

## 特徵
本魚體長卵形，側扁，吻短稍尖，口小。幼魚體為藍色鑲弧形白色紋，成魚體色在頭部附近為褐色而身體為深褐色，體側具有6至7條白色垂直條紋，頭部及腹鰭、臀鰭上具有藍紋，尾鰭黃色，具有白色斑紋。背鰭硬棘13至14枚、背鰭軟條17至19枚；臀鰭硬棘3枚、臀鰭軟條18至19枚。體長可達33公分。

## 生態
本魚棲息在珊瑚茂盛的岩礁區，通常單獨出現，屬肉食性，以海綿、海鞘等為食。

## 經濟利用
可作為觀賞魚，但較少在水族館中看見。

## 外部連結
- 耳斑神仙
- 黃尾刺盖鱼 耳斑神仙,耳班 （页面存档备份，存于）